# Egnasia geminipuncta
Egnasia geminipuncta là một loài bướm đêm trong họ Noctuidae.